# Смітсонівський інститут

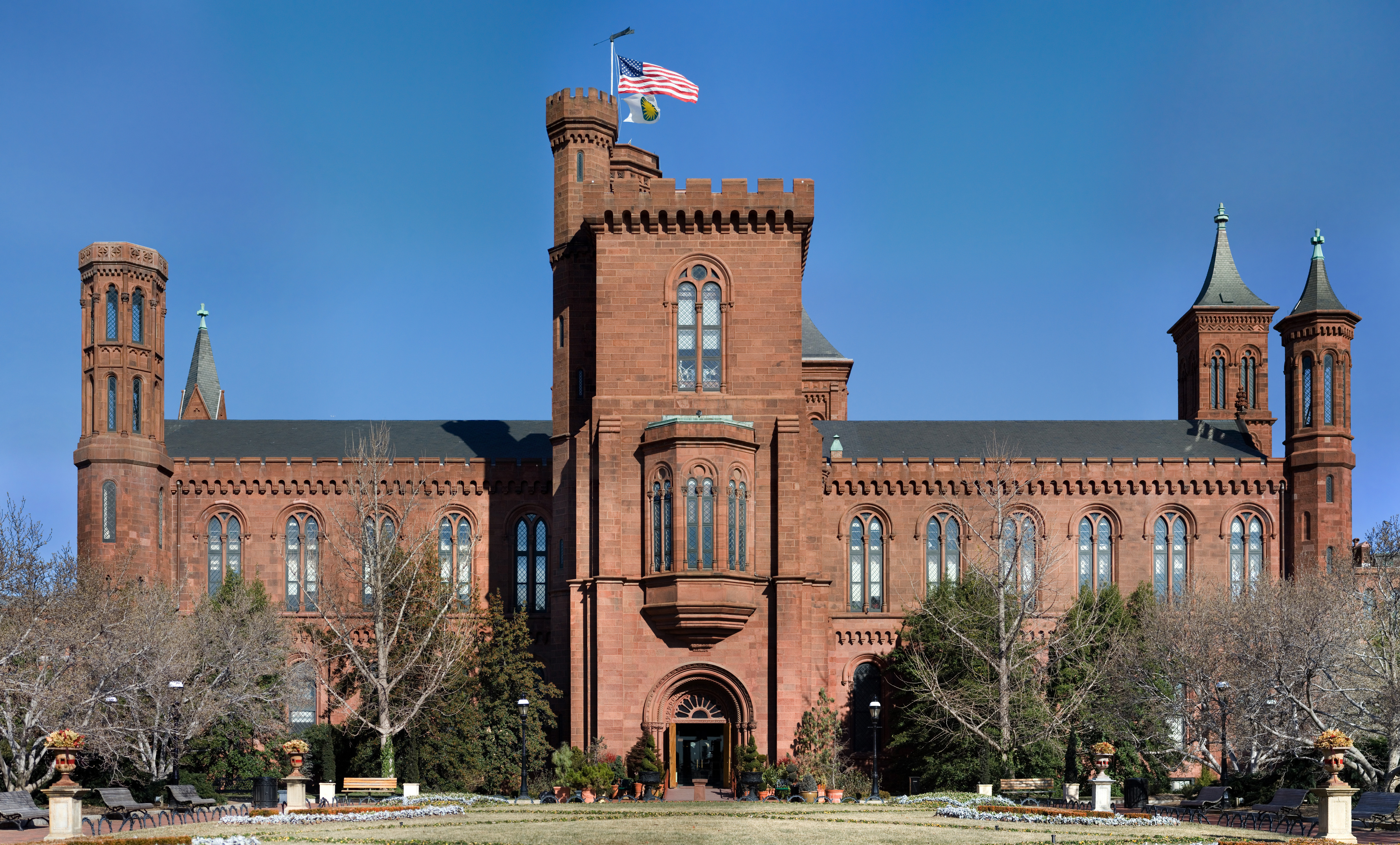
Головна будівля Смітсонівського інституту («Фортеця») на Національній алеї, Вашингтон

Прапор Смітсонівського інституту

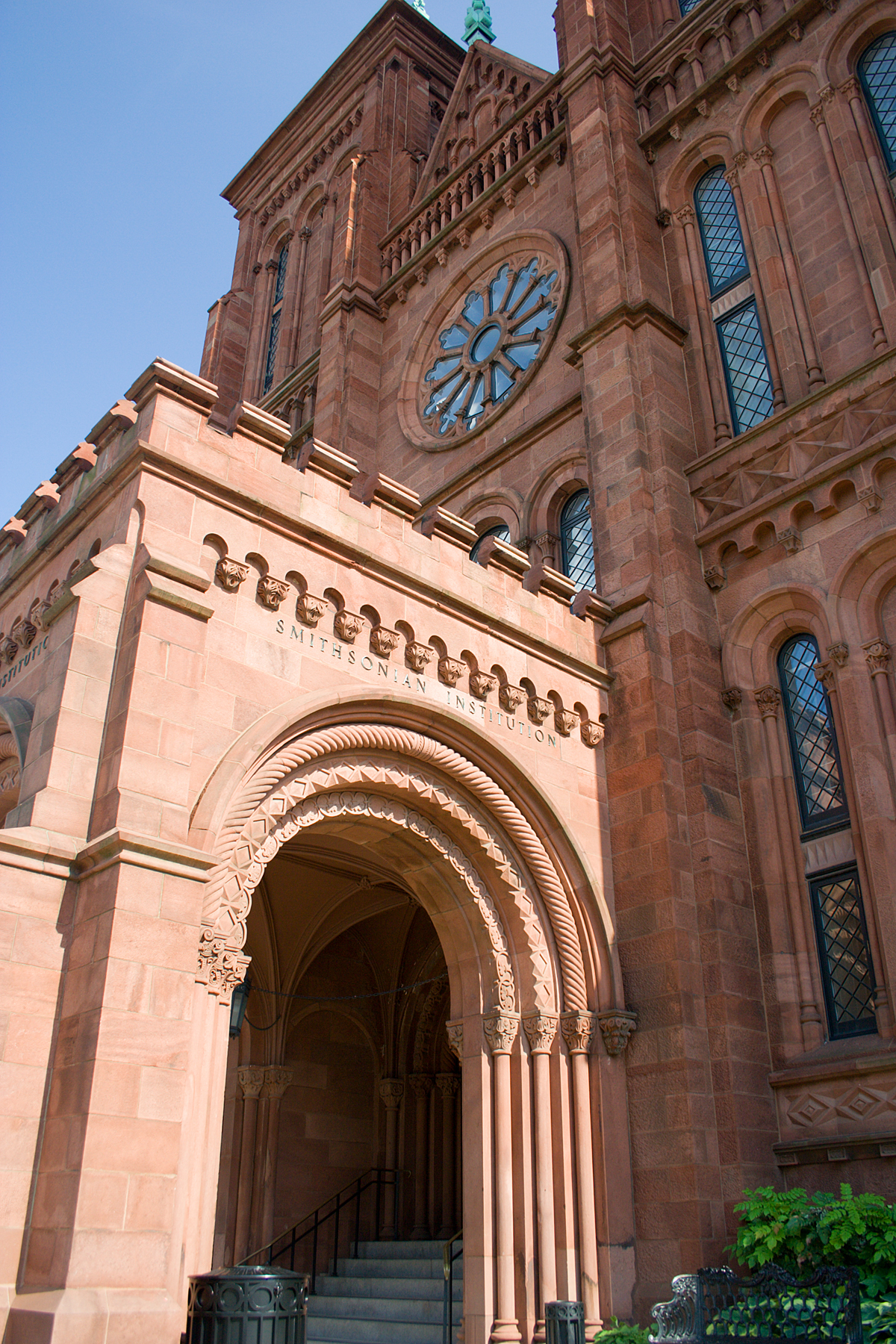
Вхід до головної будівлі Смітсонівського інституту («Фортеця»)

Смітсо́нівський інститут (англ. Smithsonian Institution) — комплекс культурно-освітніх і наукових установ США. Заснований на кошти, відписані англійським науковцем Джеймсом Смітсоном, за спеціальною постановою, схваленою Конгресом США в 1846. Фінансується Урядом США, меценатами, а також за рахунок коштів із видавничої й комерційної діяльності (в основному, з продажу розвиткових і навчальних ігор, програм, відеоматеріалів, сувенірів). Більшість установ інституту знаходяться в м. Вашингтон, але частина його музеїв, зоопарк і науково-дослідні інститути розташовані також у м. Нью-Йорк, штаті Вірджинія, в Панамі тощо. У колекціях інституту налічується понад 142 млн експонатів.

## Структура управління
До складу ради керівників входять віце-президент США, Верховний суддя, три члени Сенату й Палати представників США, дев'ять громадян США, затверджених Конгресом. Видає щомісячник «Smithsonian», наукові журнали, путівники.

## Підрозділи інституту

### Музеї
До комплексу інституту входять такі музеї:
- Національний музей природничої історії (Вашингтон)
- Національний музей авіації і космонавтики (Вашингтон) із філією: Центр Стівена Удвара-Гезі в (аеропорті ім. Даллеса, штат Вірджинія)
- Національний музей американської історії (Вашингтон)
- Смітсонівський музей американського мистецтва (Вашингтон) із Галереєю Ренуїк (сучасне америк. мистецтво) на Пенсильванія-Авеню
- Національний музей американських індіанців (Вашингтон) із філіалом: Центр Джорджа Густава Хея (Нью-Йорк)
- Будинок мистецтв і індустрій (Вашингтон)
- Національний музей афроамериканської історії та культури (Вашингтон)
- Національний музей африканського мистецтва (Вашингтон)
- Музей Гіршгорна і сад скульптур (Вашингтон)
- Національний музей дизайну Купер—Г'юїт (Нью-Йорк)
- Галерея Саклера (мистецтво Азії, Вашингтон)
- Національна портретна галерея США (Вашингтон)
- Національний поштовий музей США (Вашингтон)
- Галерея мистецтв Фріра (азійське і середземноморське мистецтво) (Вашингтон)
- Смітсонівський національний зоопарк
- Музей Анакостія (афроамериканський, краєзнавчий, Вашингтон)
- Будівля Смітсонівського інституту («Фортеця») (Вашингтон)

### Дослідницькі установи
У комплекс Смітсонівського інституту входять такі дослідницькі установи:
- Смітсонівський інститут вивчення тропіків (Панама)
- Смітсонівська астрофізична обсерваторія (разом із Обсерваторією Гарварського коледжу входить до Гарвард-Смітсонівського центру астрофізики)
- Архів американського мистецтва
- Інститут музейного зберігання
- Інститут музейного зберігання біологічних зразків, як частина Смітсонівського національного зоопарку (місто Фронт-Ройял, штат Вірджинія)
- Смітонівський дослідницький центр довкілля (округ Анн-Арундел, штат Меріленд)
- Архів Смітсонівського інституту
- Бібліотека Смітсонівського інституту
- Смітсонівська морська станція
- Центр Вільсона

### Додатково
Додатково до Смітсонівського інституту відносяться:
- Центр Ріплі (Вашингтон, Національна алея)
- Смітсонівський фольклорний фестиваль (Вашингтон, Національна алея)
- Міжнародний стипендіальний центр Вудро Вільсона (Вашингтон)

## Інститут в популярній культурі
Серед американців інститут одержав іронічне прізвисько «горище країни» — тобто місце, «де зберігається все, що вже не потрібно, але шкода викинути».